# Franklin Carmichael

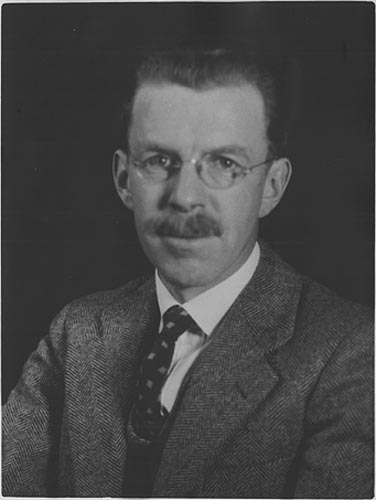
Franklin Carmichael, 1930

Franklin Carmichael (* 4. Mai 1890 in Orillia, Ontario, Kanada; † 24. Oktober 1945 in Toronto) war ein kanadischer Künstler und Mitglied der Group of Seven. Neben seiner Arbeit als Maler war er auch als Grafikdesigner und Illustrator tätig. Er entwarf Werbebroschüren, Anzeigen für Zeitungen und Zeitschriften und gestaltete Bücher. Er war das jüngste Gründungsmitglied der Group of Seven, einer Künstlervereinigung, die sich der Darstellung der kanadischen Landschaft widmete.

## Leben
1910, im Alter von 20 Jahren, kam Carmichael nach Toronto und trat in das Ontario College of Art ein, wo er bei William Cruickshank und George Reid studierte. Außerdem nahm er an der Toronto Technical School Unterricht bei Gustav Hahn (Reutlingen 1866–1962), einem in Deutschland geborenen Wandmaler und Innenarchitekten, der den Jugendstil nach Kanada brachte. 1911 wurde Carmichael Lehrling bei der Werbeagentur Grip Limited in Toronto, wo er mehrere Künstler kennenlernte, die später die Group of Seven bildeten, darunter Tom Thomson. Er begleitete Thomson und andere auf Wochenendausflügen zum Skizzieren. Von 1913 bis 1914 studierte er in Antwerpen, Belgien, musste aber wegen des Ausbruchs des Ersten Weltkriegs nach Kanada zurückkehren. Er teilte sich ein Atelier mit Tom Thomson und arbeitete als Grafikdesigner in Toronto. Gleichzeitig malte er Aquarelle und Ölgemälde von der Landschaft im Norden Ontarios. Zusammen mit Lawren Harris, A.Y. Jackson, Frank Johnston, Arthur Lismer, J.E.H. MacDonald und Frederick Varley war er 1920 Mitbegründer der Group of Seven. In den 1920er Jahren gründete er zusammen mit A.J. Casson und F.H. Brigden die Canadian Society of Painters in Water Colour und später die Canadian Group of Painters, um neue künstlerische Ansätze zu fördern.
Carmichaels Werke sind stark von den Landschaften Ontarios inspiriert, insbesondere der La-Cloche-Berge und der Great Lakes. Neben seiner Malerei leistete er bedeutende Beiträge als Lehrer und leitete die Abteilung für Grafikdesign und kommerzielle Kunst am Ontario College of Art. Carmichael starb 1945 in Toronto an einem Herzinfarkt.

## Werke (Auswahl)

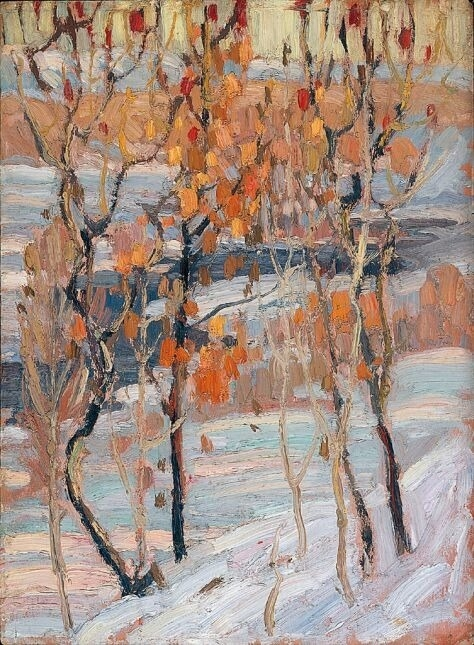
Study for Sumacs, Öl auf Holz, 1915, National Gallery of Canada, Ottawa
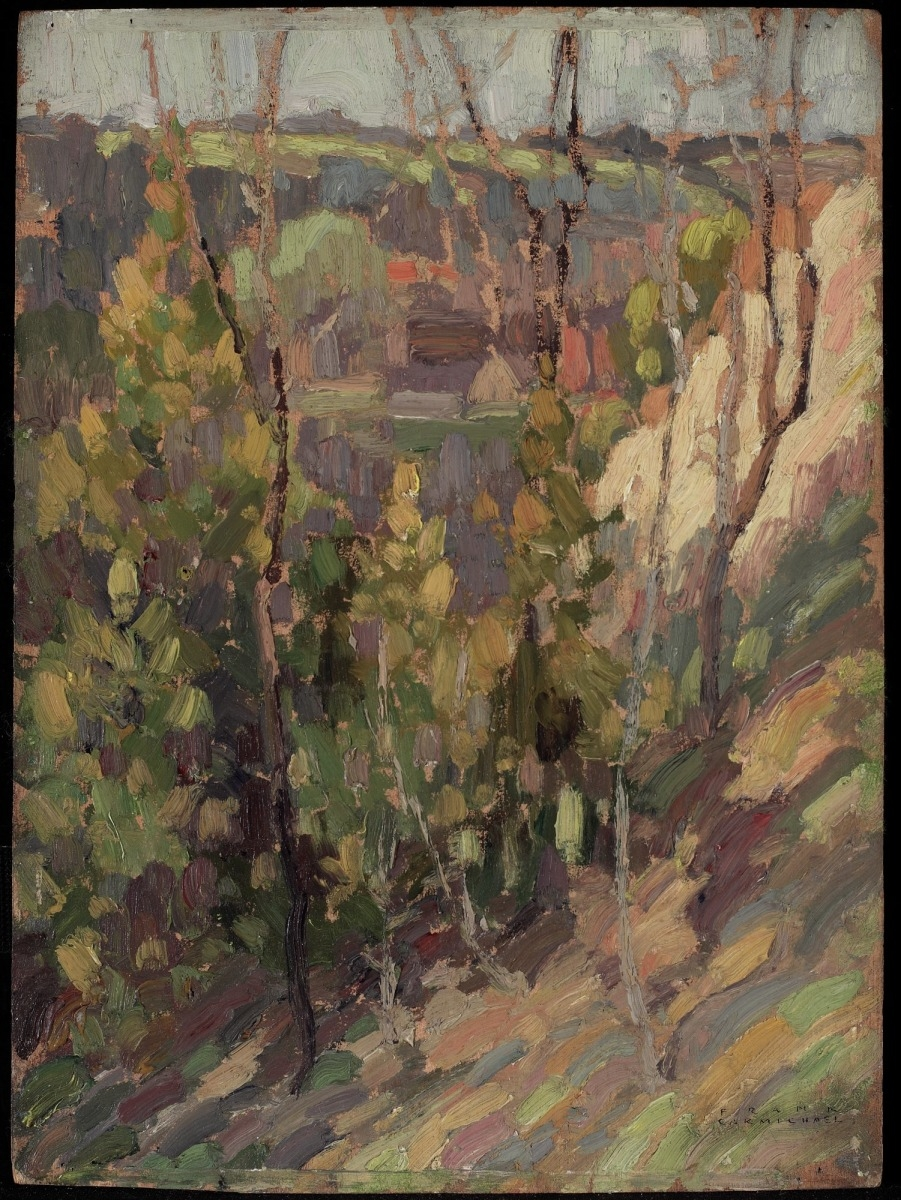
Hillside, Öl auf Holz, 1917–20, National Gallery of Canada, Ottawa
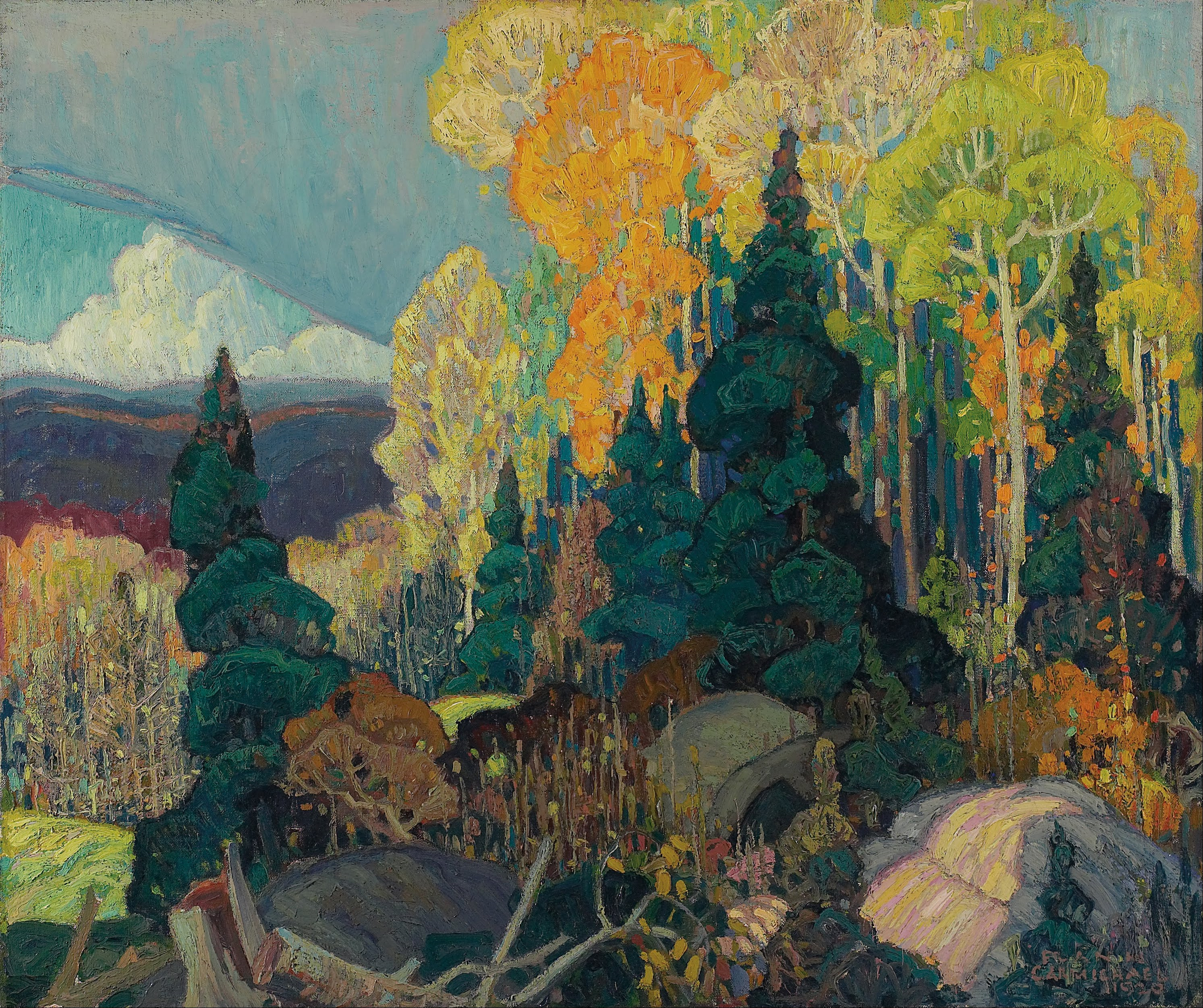
Autumn Hillside, Öl auf Leinwand, 1920, Art Gallery of Ontario, Toronto
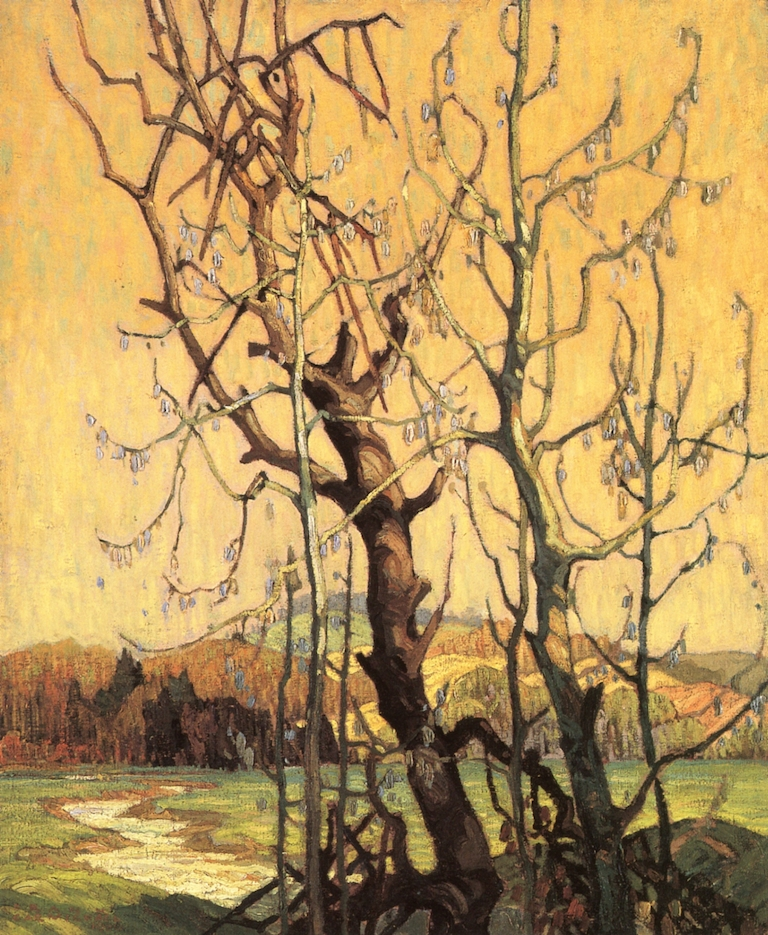
Spring, Öl auf Leinwand, 1920, Privatsammlung
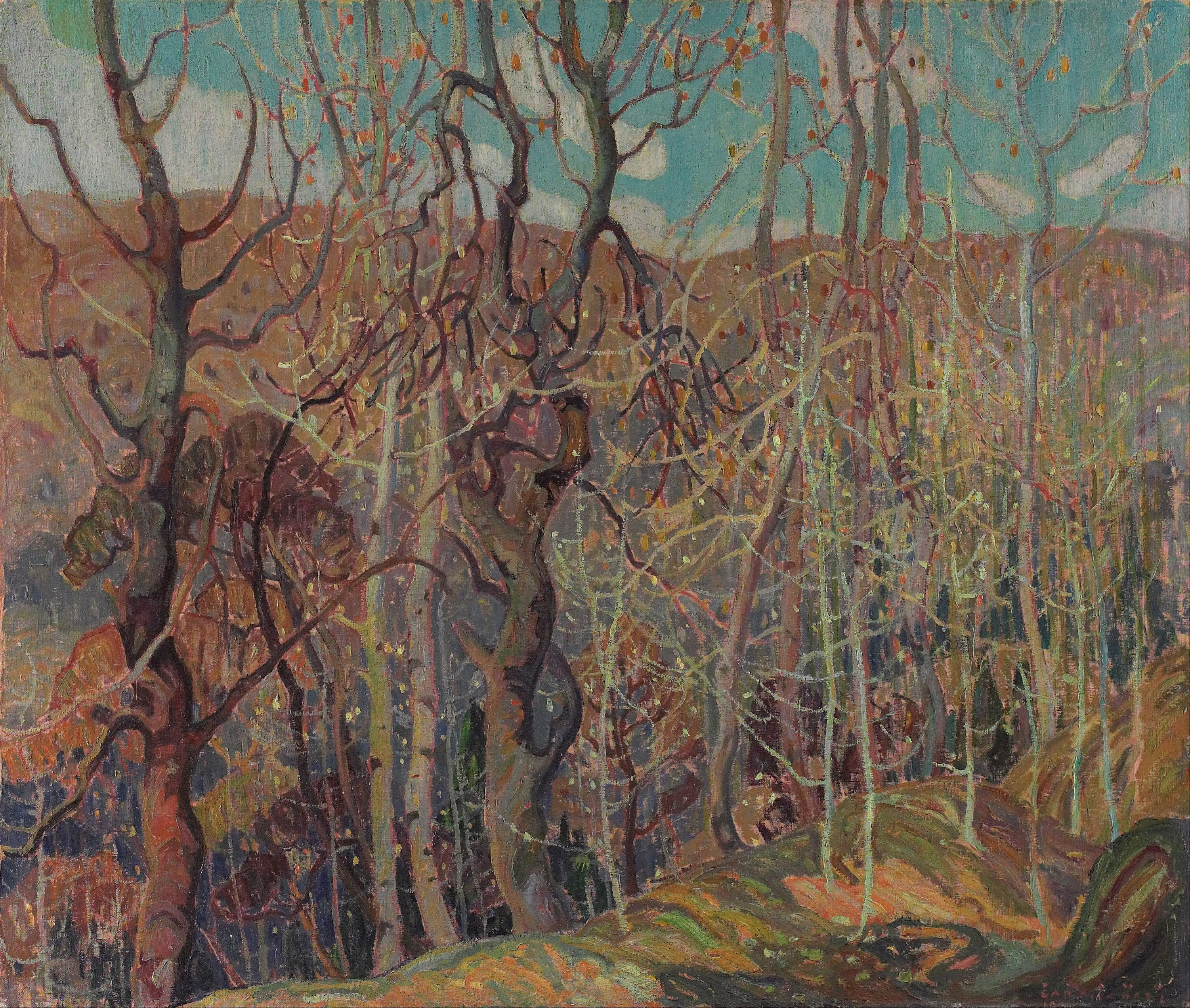
Silvery Tangle, Öl auf Leinwand, 1921, Art Gallery of Ontario, Toronto
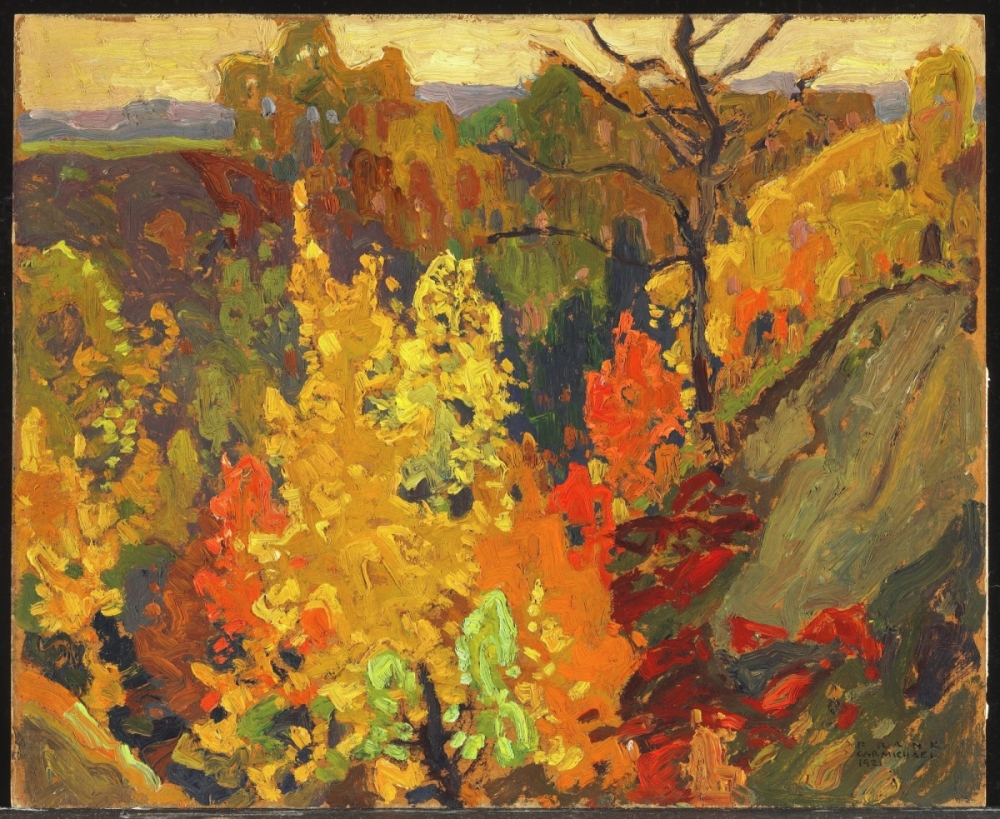
utumn, Öl auf Karton, 1921, National Gallery of Canada, Ottawa
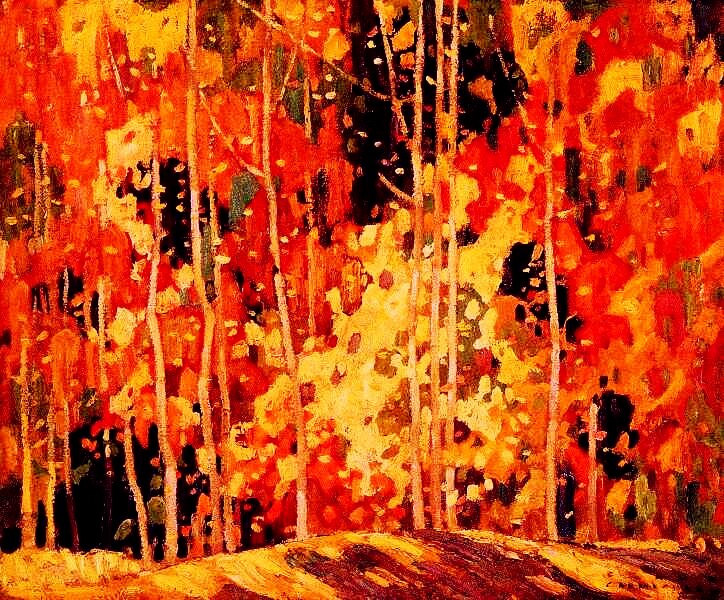
The Glade, Öl auf Leinwand, 1922
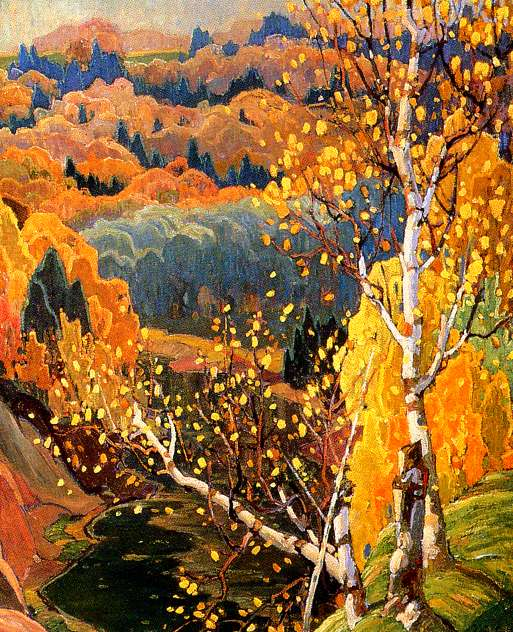
October Gold, Öl auf Leinwand, 1922, National Gallery of Canada, Ottawa
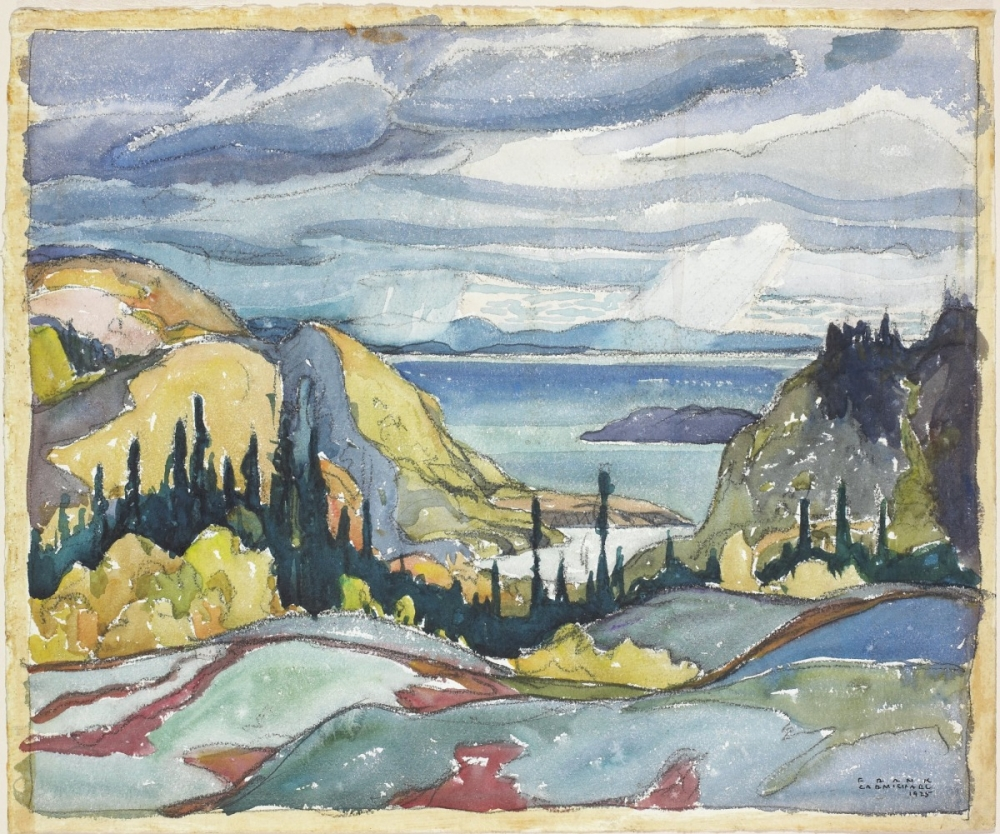
Pinien, Lake Superior, 1925, National Gallery of Canada, Ottawa
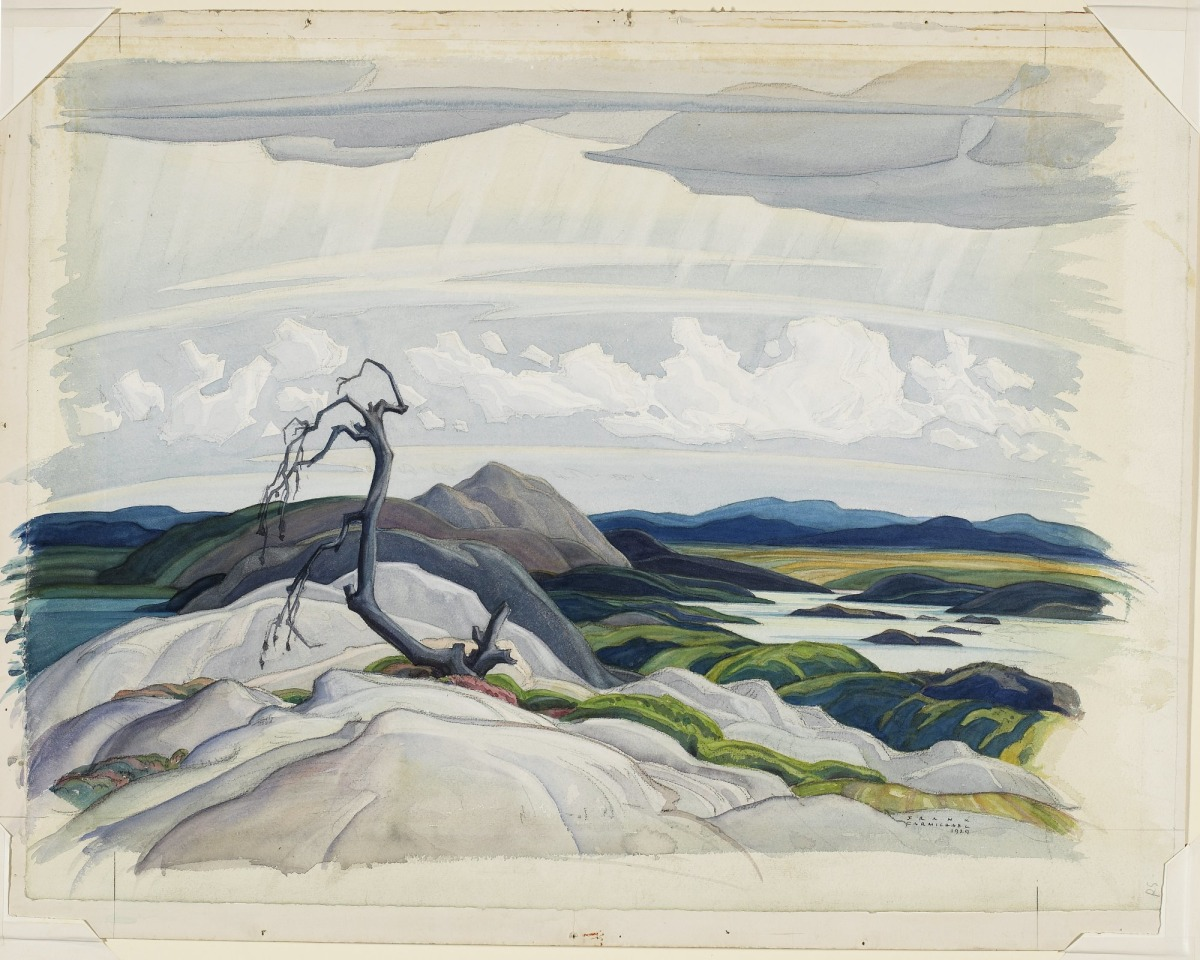
The Whitefish Hills, Aquarell über Graphit auf Büttenpapier, 1929, National Gallery of Canada, Ottawa
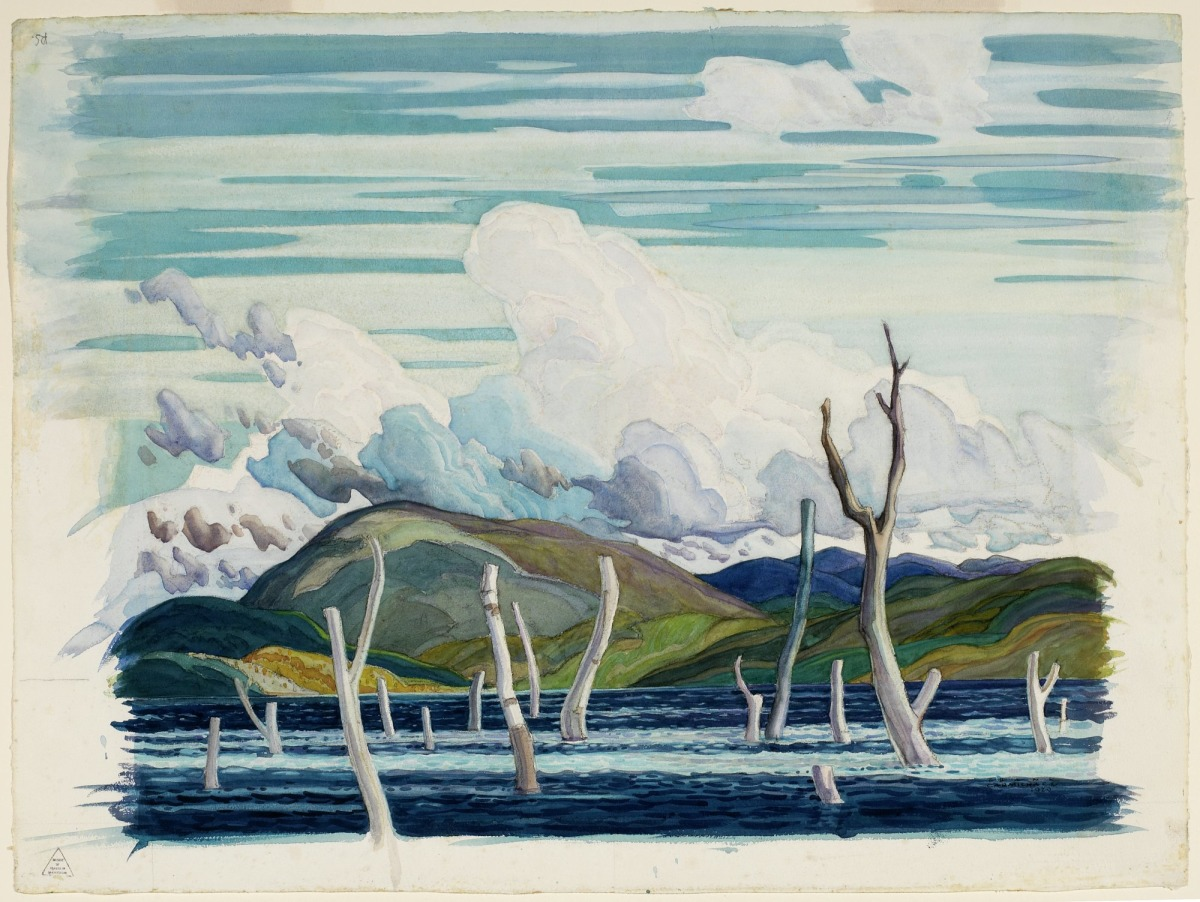
Wabajisik Drowned Land, Aquarell und Gouache über Kohle auf Velinpapier, 1929, National Gallery of Canada, Ottawa
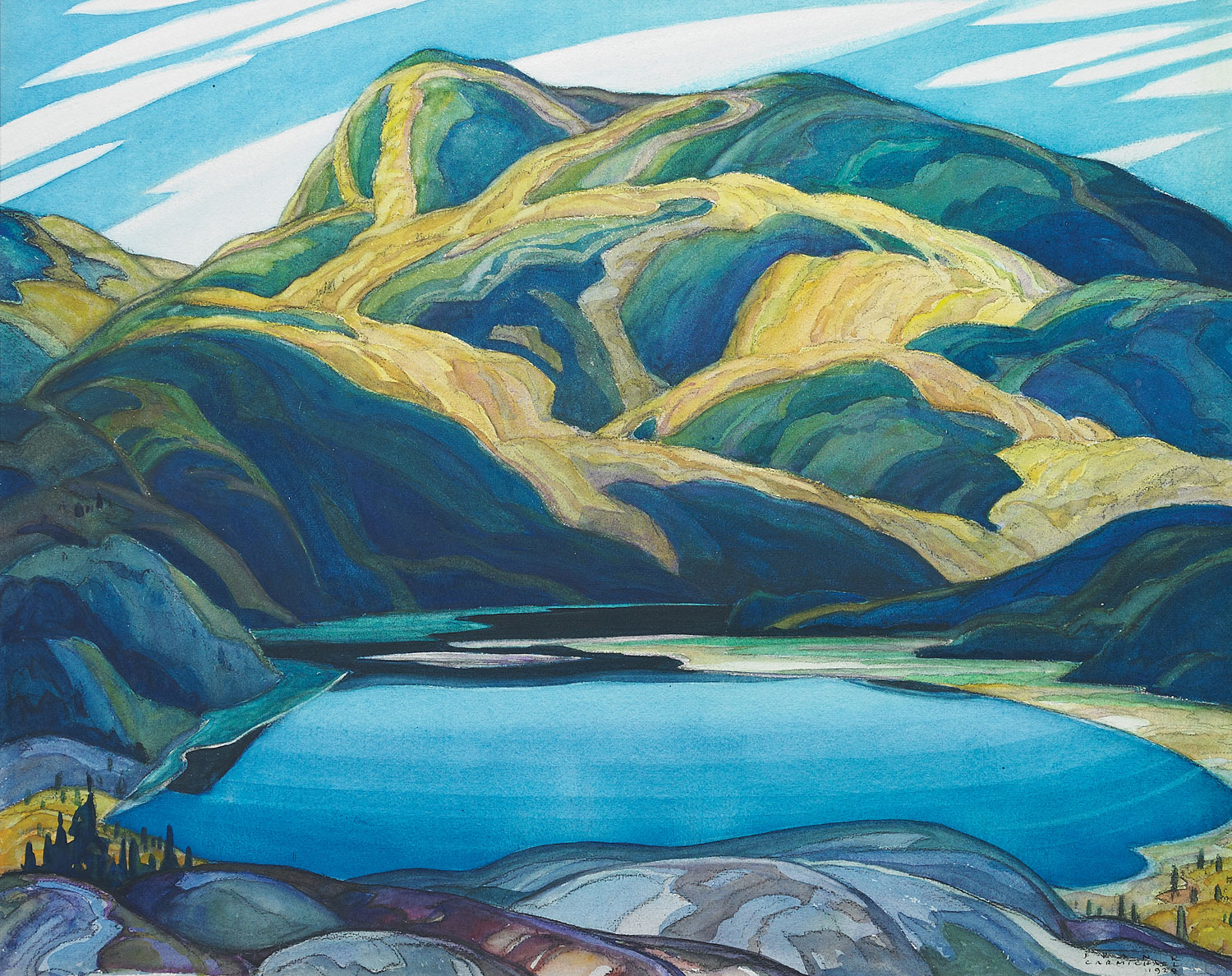
Lone Lake, Aquarell, 1929, Privatsammlung
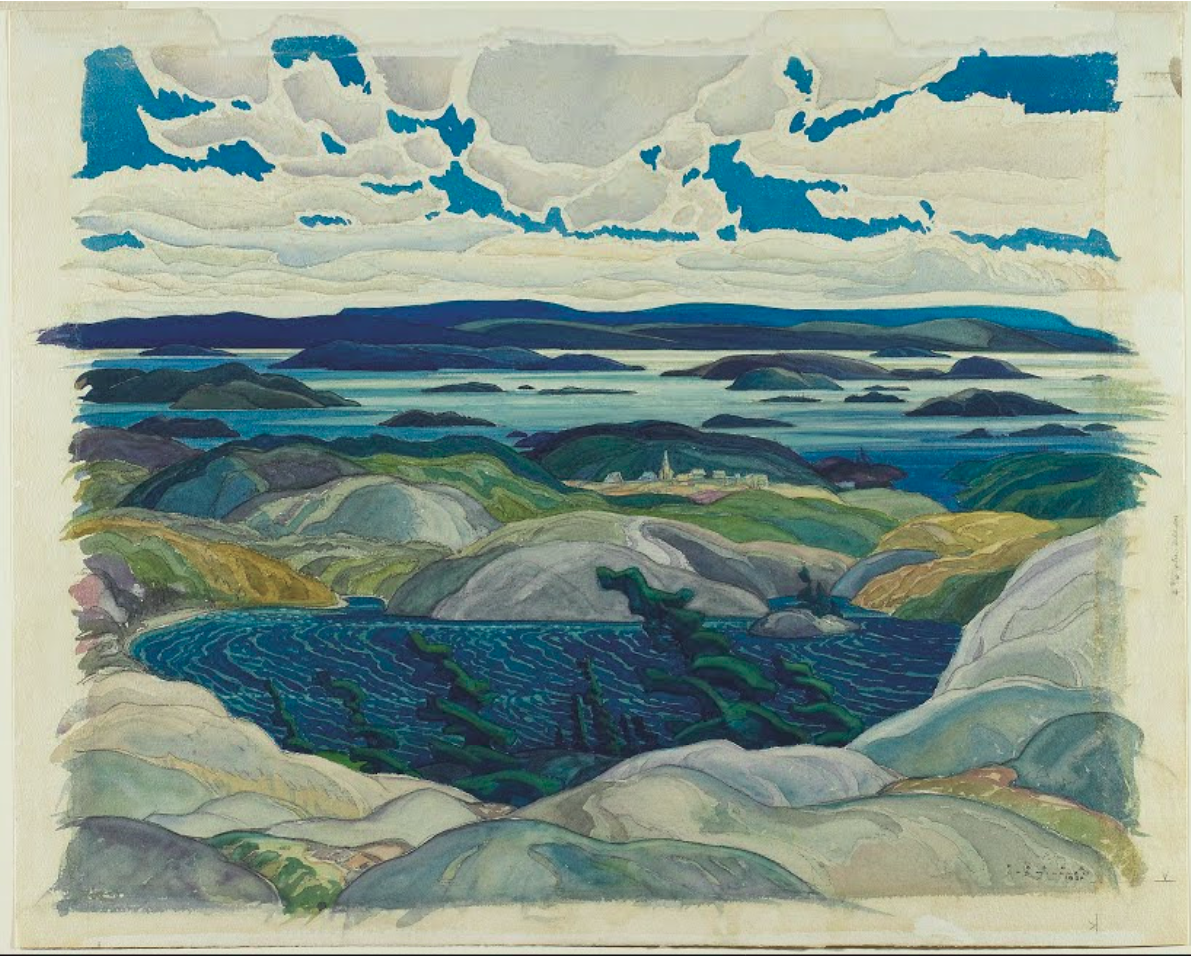
Bay of Islands, Aquarell, 1930, Art Gallery of Ontario, Toronto
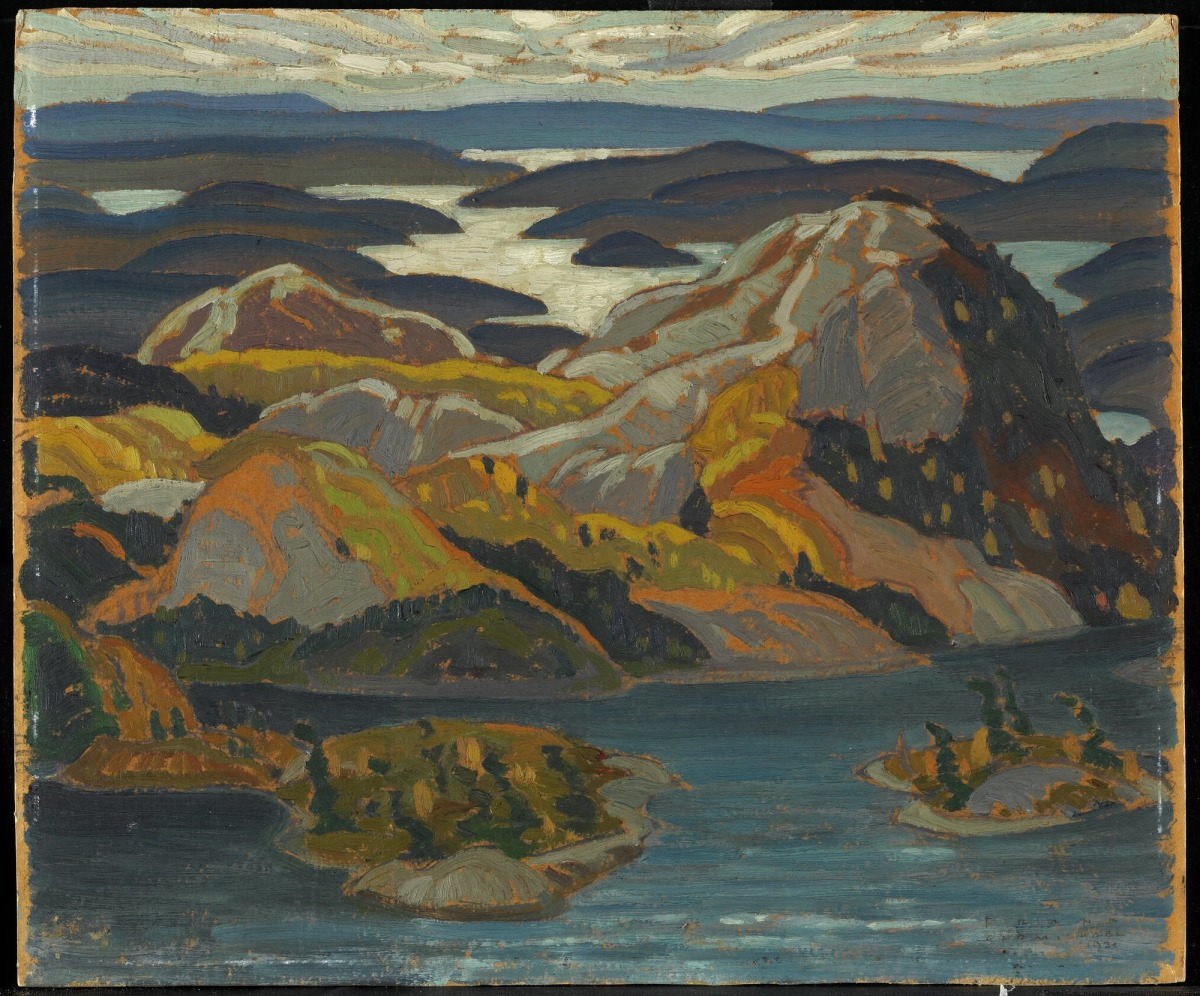
Grace Lake, Öl auf Karton, 1931, National Gallery of Canada, Ottawa
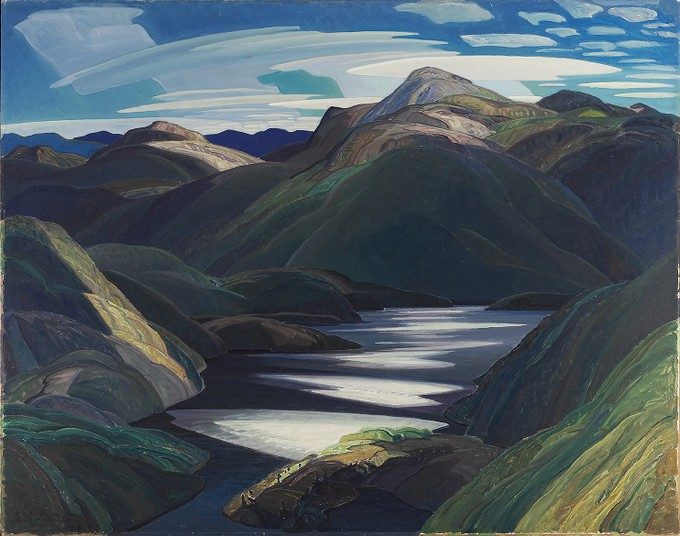
Light and Shadow, Ol auf Karton, 1937, Art Gallery of Ontario, Toronto
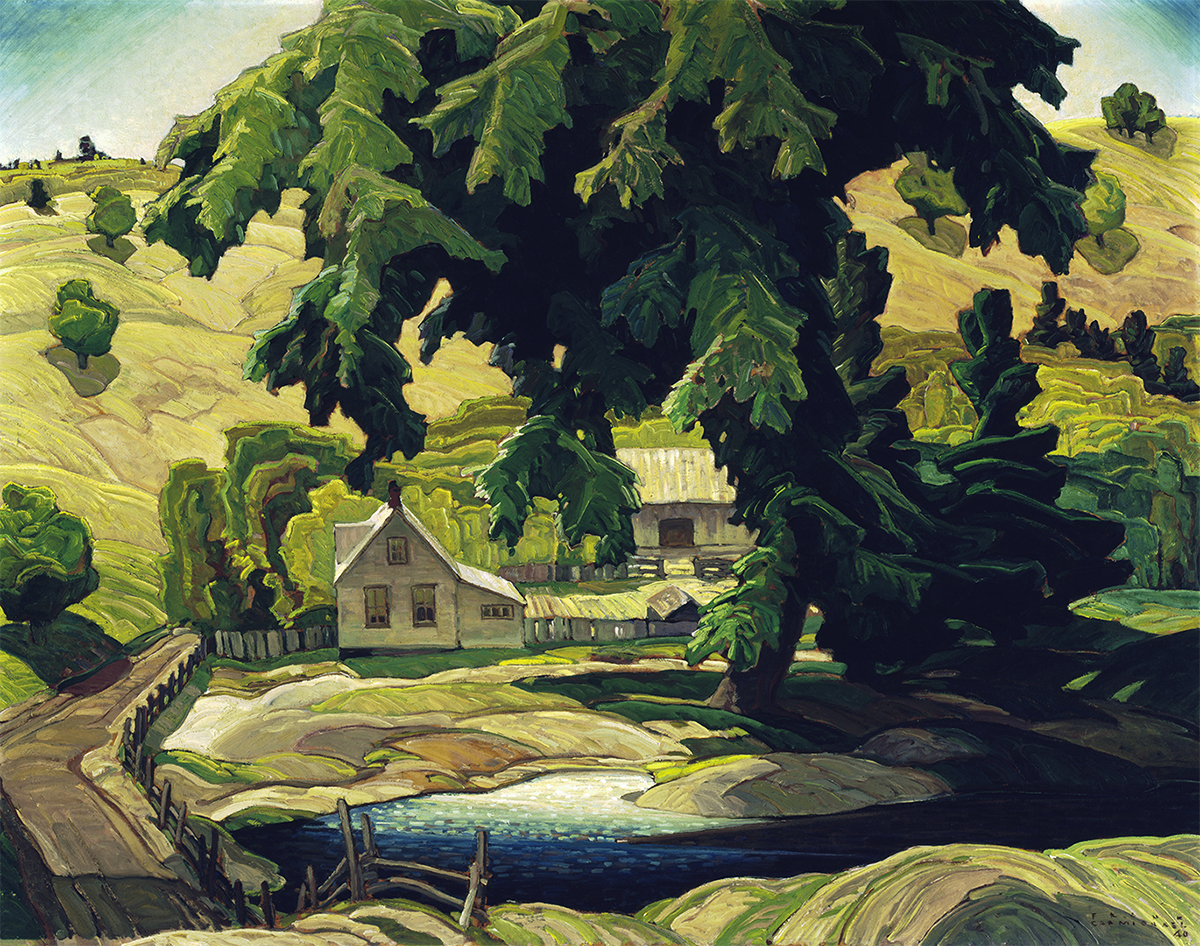
Farm, Haliburton, Ol auf Karton, 1940, McMichael Canadian Art Collection, Kleinburg